# دهستان دشت (مشگین‌شهر)
دهستان دشت یا دهستان مشگین مرکزی نام دهستانی در بخش مرکزی شهرستان مشگین‌شهر، استان اردبیل در ایران است. براساس سرشماری مرکز آمار ایران در سال ۱۳۸۵، جمعیت آن ۱۹۷۵۰ نفر (۴۲۸۸ خانوار) بوده‌است.